# بخش حسین‌آباد
بخش حسین‌آباد یکی از بخش‌های شهرستان سنندج در استان کردستان ایران است .

## جمعیت
براساس سرشماری مرکز آمار ایران در سال ۱۳۹۵، جمعیت بخش حسین‌آباد ۹۷۴۳ نفر بوده‌است.

## تقسیمات کشوری
بخش حسین‌آباد از دو دهستان تشکیل شده‌است:
- دهستان حسین‌آباد جنوبی
- دهستان حسین‌آباد شمالی